# Lijst van spelers van FC Inter Turku
Deze lijst omvat voetballers die bij de Finse voetbalclub FC Inter Turku spelen of gespeeld hebben. De namen van de spelers zijn alfabetisch gerangschikt.

## A
- Domagoj Abramović
- Joni Aho
- Felix Åkerlund
- Andrey Almeida
- Daniel Antúnez
- Cesar Asis

## B
- Magnus Bahne
- Patrick Bantamoi
- Pim Bouwman

## C
- Dominic Chatto
- Martín Civit
- Diego Corpache
- Antonio Correia

## D
- Babacar Diallo
- Stef Doedée
- Solomon Duah

## F
- Oskari Forsman
- Timo Furuholm

## G
- Guy Gnabouyou
- Pablo Gomez-Marttila
- Guillano Grot
- Jermu Gustafsson
- Mats Gustafsson

## H
- Matti Heimo
- Jan-Erik Heljander
- Jussi Henriksson
- Jos Hooiveld

## I
- Miikka Ilo

## J
- Joakim Jensen
- Frank Jonke

## K
- Toni Kallio
- Thomas Kaplas
- Antti-Jussi Karnio
- Joni Kauko
- Kalle Kauppi
- Martin Kayongo-Mutumba
- Rick Ketting
- Jere Koponen

## L
- Valtter Laaksonen
- Ramos Laercio
- Aleksi Laiho
- Joonas Laurikainen
- Janne Lehtinen
- Joel Lehto
- Henri Lehtonen
- Samuli Lindelöf
- Mathias Lindström

## M
- Marcel Mahouvé
- Ville Mäkilä
- Mika Mäkitalo
- Tero Mäntylä
- Jani Meriläinen
- David Monsalve

## N
- Serge N'Gal
- Ville Neulanen
- Ville Nikkari
- Mika Niskala
- Jussi Nuorela
- Kennedy Nwanganga
- Ari Nyman

## O
- Janne Oinas
- Mika Ojala
- Daniel Osinachi
- Prince Otoo

## P
- Severi Paajanen
- Kalle Parviainen
- Aristides Pertot
- Tomi Petrescu
- Ats Purje

## R
- Marko Rajamäki
- Alberto Ramírez
- Davi Rancan
- Eemeli Reponen
- Jyrki Rovio

## S
- Soga Sambo
- Sami Sanevuori
- Liro Sarparanta
- Federico Scoppa
- Arttu Seppälä
- Artim Shakiri
- Jukka Sinisalo
- Kim Suominen

## T
- Miika Takkula
- Jesper Törnqvist
- Touko Tumanto
- Sauli Tuomi
- Teemu Turunen

## V
- Jari Vanhala
- Claudio Verino

## W
- Stefan Wahlsten